# Новоселище (Золочівський район)
Новосе́лище — село в Україні, у Золочівському районі Львівської області.
Населення становить 853 особи.

## Історія

### Перші шахти
Про поклади бурого вугілля було відомо ще з передвоєнних років. Першим про наявність вугілля в межах даного району повідомив у 1912 р. геолог М. М. Тетльов. Перша вугільна шахта, на якій видобувалося буре вугілля, була відкрита у 1936 р. на землях, які належали польському пану Юзефу Кашиці. Шахту копали пів року (за спогадами пана Жуковського із села Лука). Але тільки з встановленням радянської влади видобуток вугілля став промисловим. 

### Створення села після війни
Після Другої світової війни на незаселеній території між Дерев'янками та Осовицею почалося будівництво нового населеного пункту. В якості житла для робітників шахт використовувалися бараки та привезені фінські дерев'яні будиночки (останні й досі служать житлом для місцевих мешканців).  
В 1947 р. почалося будівництво шахт і житлових будинків. Всього в експлуатацію було введено 7 шахт: 4 — в с. Новоселище, 2 — в с. Козаки, 1 — в с. Тростянець, на яких працювало 3000 робітників. В основному це були жителі з навколишніх сіл, а також запрошено шахтарів з Донбасу. Шахти працювали цілодобово в три зміни. Видобуток сягав 150 тонн за зміну. Працювали в основному вручну, оскільки товщина пластів вугілля 80-100 см не дозволяла використовувати вугледобувну техніку. 
Для зв’язку з райцентром було покладено вузьколінійне полотно, по якому здійснювалось вивезення видобутого вугілля. Також діяла дизельна електростанція. 
Одночасно з будівництвом шахт велося будівництво житлових будинків. Першими вулицями селища були Молдавська і Вугільна. В 1948 році були збудовані гуртожитки для шахтарів та закінчено забудову вулиці Зеленої, а також школи-десятирічки. В 1949 р. з’явилися перші будинки по вулиці Печерській. В цьому ж році було закінчено будівництво шосейної дороги, яка сполучила шахти з центральною магістраллю Львів —Тернопіль в селі Плугів. В центрі селища було закладено парк. 
З ростом населення селища покращувалися і культурно-побутові умови. В 1950 р. був побудований будинок культури на 360 місць. В 1955 р. було закінчено будівництво адміністративного будинку Золочівського шахтоуправління, яке згодом було передано під восьмирічну школу. В цьому ж році було побудовано лікарню, продуктовий магазин, дитячі ясла.
У селищі була своя селищна рада, яка підпорядковувалась Золочівській міськраді. 21 грудня 1956 року робітниче шахтарське селище отримало статус смт і назву Новоселище.

### Закриття і переїзд шахт
Після переїзду шахт у Червоноград у 1958 році (там пласти камʼяного вугілля є більшими, що полегшує його видобування), зі Львова до Новоселища переїхав Львівський сільськогосподарський технікум плодоовочівництва, що був філією тодішнього Львівського політехнічного інституту (наказ № 750 від 13 вересня 1958 року Міністерства сільського господарства УРСР). Входи у шахти були підірвані, залізничну колію розібрали, проте розпочався новий етап розвитку села.     
Для забезпечення підготовки висококваліфікованих фахівців з різних куточків країни приїхали молоді освітяни. В цей час у Новоселищі було побудовано потужну інфраструктуру, зокрема діяли швейна та ремонтна майстерні, була збудована лікарня, автостанція села забезпечувала автобусне сполучення у різні напрямки: Львів, Тернопіль, Червоноград та ін. А розташування на висоті більш ніж 400 м над рівнем моря та сприятливі погодні умови дозволяли проводити змагання із зимових видів спорту серед технікумів.    

## Освіта
- Золочівський фаховий коледж Львівського національного аграрного університету.[4]

## Пам'ятки
- Братська могила радянських воїнів (1968 р., пам'ятник історії, № 460)[5]